# 奧里霍瓦特卡河

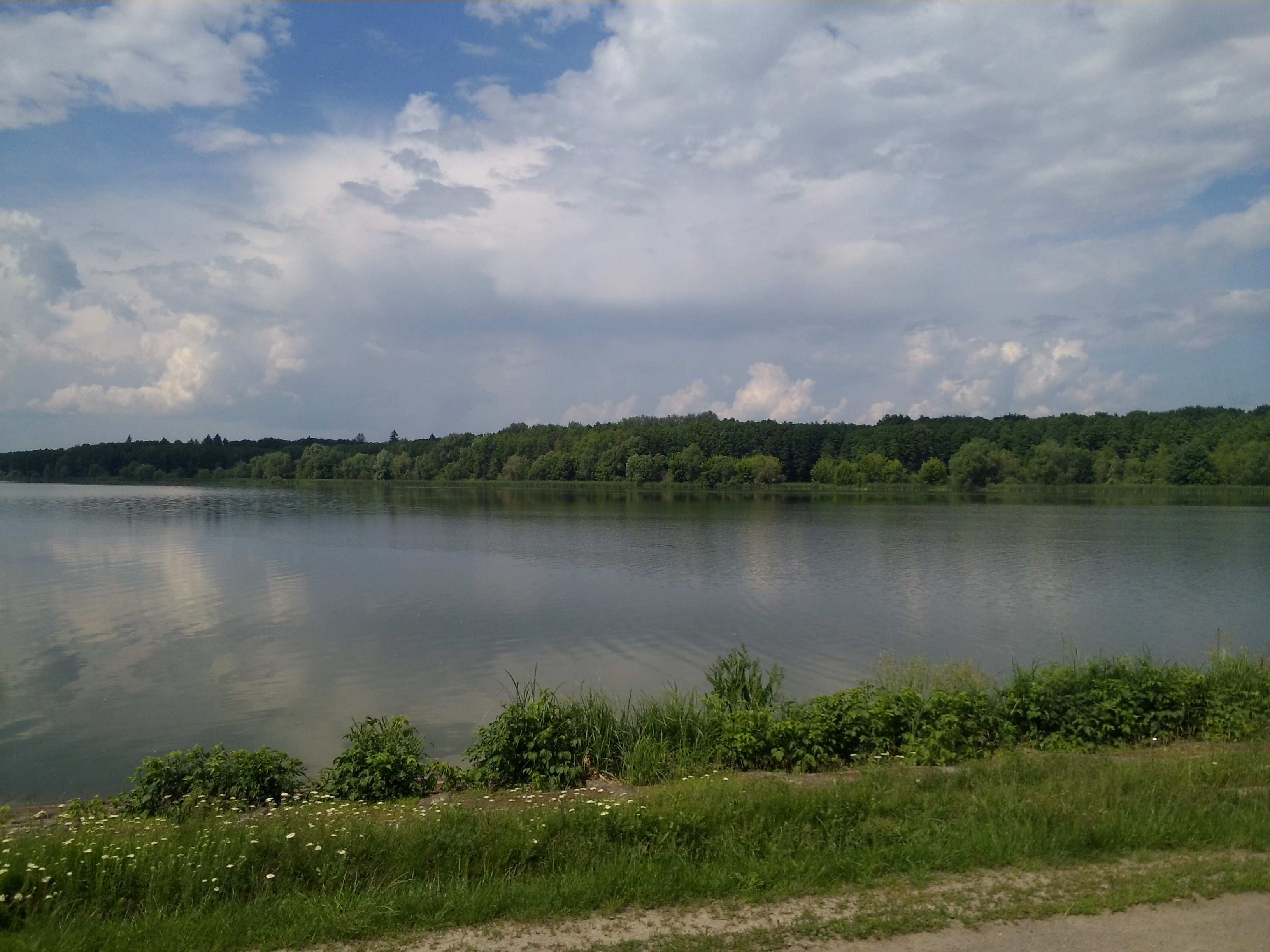

奧里霍瓦特卡河（烏克蘭語：Оріховатка），是烏克蘭的河流，屬於羅斯河的支流，流經日托米爾州和文尼察州，發源自佐里亞涅，河道全長34公里，流域面積332平方公里，支流有比斯特里克河。